# 동래여자중학교
동래여자중학교(東萊女子中學校)는 대한민국 부산광역시 금정구 구서동에 있는 사립 중학교이다.

## 학교 연혁
- 1895년 10월 15일 : 호주여자전도부가 부산진 좌천동 소재의 삼간 초옥에서 사립일신여학교를 창립함
- 1909년 8월 9일 : 대한제국 학부대신의 인가를 받아서 수업년한 3개년의 고등과를 병치함
- 1919년 3월 11일 : 3.1 만세운동을 주도하여 교사 2명, 학생 11명이 투옥됨
- 1925년 6월 10일 : 부산진소재 일신여학교 고등과를 동래구 복천동 500번지의 신축교사로 이전하고 동래일신여학교라 칭함
- 1940년 3월 30일 : 일제의 신사참배 강요를 거부하여 동래일신여학교가 폐쇄됨
- 1940년 4월 20일 : 재단법인 구산학원(현,학교법인 동래학원)에서 본교 경영권을 인수하여 동래고등여학교라 개칭하고 동년 5월30일에 개교함
- 1951년 9월 1일 : 학제변경에 의하여 동래여자중학교와 동래여자고등학교로 분리함
- 1987년 2월 20일 : 금정구 부곡동 산7-1번지의 신축교사로 이전함
- 1995년 5월 12일 : 전통예절관 "벽연재" 를 개관함
- 1997년 8월 7일 : 밀양옥샘청소년 야영장을 개장함
- 2005년 5월 30일 : 개교 110주년 기념행사와 함께 CD를 제작함
- 2015년 2월 12일 : 다목적강당(옥샘관) 준공
- 2023년 12월 29일 : 제124회 졸업식(총 졸업생수 36,854명)을 거행함
- 2024년 3월 4일 : 입학-금년으로 129주년이 됨
- 2024년 9월 1일 : 제34대 이경우 교장 취임함

## 참고 자료
- 동래여자중학교 - 한국교육학술정보원 학교알리미